# أوفيورد
أوفيورد، باللغة النرويجية Åfjord، هي بلدية في مقاطعة سور تروندلاغ وتنتمي لإقليم فوسان. المقر الإداري للبلدية هو قرية أورنس، كما تضم قرى أخرى مثل: ريفسنس، هارسفيكا وبي. أوفيورد تقع شمال غرب شبه جزيرة فوسان، وشمال غرب عاصمة المقاطعة تروندهايم.

## معلومات عامة
تأسست بلدية آفيورد (بالنرويجية Aafjord) في 1 يناير/كانون الثاني. في 26 مارس/آذار فُصل جزء صغير غير مأهول بالسكان من آفيورد وضُم إلى بيوغن. في 1 يناير/كانون الثاني 1896 تم فصل منطقة يوسوندا عن آفيورد لتشكل بلدية مستقلة، في نفس الوقت تم تغيير اسم آفيورد إلى آ فقط (بالنرويجية Aa)، ثم أصبح الاسم يهجئ على النحو الآتي: Å (أو). في 13 يوليو/تموز 1934 غُير اسم البلدية من أو (Å) إلى أوفيورد (Åfjord)، لكن المقر الإداري للبلدية كان لا يزال يُشار إليه بـ:Å (أو) أو Å i Åfjord (أو إي أوفيورد). في 1 يناير/كانون الثاني 1964 تم جمع كل من بلديتي أوفيورد وستوكسوند في بلدية واحدة تدعى أوفيورد كان عدد سكانها آنذاك 2,643 نسمة. في 1 نوفمبر/تشرين الثاني 1980 غُير اسم مقر البلدية من «أو إي أوفيورد» إلى «أورنس».

### التسمية
سميت البلدية نسبة إلى خلل أوفيوردن. الجزء الأول من التسمية هو اسم مزرعة، وهو جمع لـá وتعني «نهر». يُرجح أنها إشارة إلى نهري نوردالسيلفا وستوردالسيلفا في جنوب المزرعة. تغيرت التسمية على مر السنوات من آفيورد (1838 إلى 1896)، (آ) أو (أو) (1896 إلى 1934) وأخيرا أوفيورد (منذ 1934).

### شعار النبالة
شعار النبالة اُعتمد حديثا في 1997 وهو يصور مقدمتي سفينة بلون أبيض مع خلفية زرقاء، في إشارة إلى السفن النرويجية أوفيوردبات التي يتم بنائها في البلدية.

### الكنائس
تملك كنيسة النرويج أبشريتين في بلدية أوفيورد، وهي تابعة لعمادة فوسان وأسقفية نيداروس.
| الأسقفية | اسم الكنيسة    | تاريخ البناء | موقع الكنيسة |
| -------- | -------------- | ------------ | ------------ |
| أوفيورد  | كنيسة أوفيورد  | 1879         | أورنيس       |
| ستوكسوند | كنيسة ستوكسوند | 1825         | ريفسنيس      |

## التاريخ
قبل 1950 لم تكن هناك طرق تؤدي إلى البلدية. في عام 1950 تم استكمال الطريق بين أوفيورد وبيوغن، وفي عام 1955 تم استكمال الطريق بين ستوكسوند والجزء الشمالي من أوفيورد.
تعرف البلدية بقوارب أوفيورد، وهي تشبه قوارب الفايكنغ القديمة. لا زالت صناعة القوارب قائمة إلى يومنا هذا لكن بأعداد أقل، ويتم تصنيع أحجام مختلفة من «فايرينغ» (أصغر القوارب) إلى «فيمبورنغ» (أكبرها).

## الجغرافيا
أغلب النشاطات في البلدية متمركزة في أورنس، ويعيش في أورنس ثلث السكان. توجد تجمعات سكانية أخرى مثل مونستاد وستوكسوند. خلال العقود الأخيرة ارتفع عدد السكان بمعدل 100-150 نسمة سنويا. العديد من سكان أوفيورد يمارسون أنشطتهم خارج البلدية، سواء تعلق الأمر بالعمل أو الدراسة.
تضم أوفيورد جزيرتين رئيسيتن: ستوكويا (380 نسمة) وليناسويا (80 نسمة). تتصل ستوكويا بالنرويج القارية بوسطة جسر ستوكوي. جسر ليناسوي لا يزال قيد الإنجاز (2009) وسيربط بين ستوكويا وليناسويا.
أعلى قمة في أوفيورد هي فينفولهايا (676 مترا). يوجد في البلدية أكثر من ألف بحيرة، ونهرين لسمك السلمون (نوردالسيلفا وستوردالسيلفا)، وقد كان اللوردات الإنجليزيون يمارسون الصيد هناك خلال القرن الـ19.

## الاقتصاد
أهم النشاطات الاقتصادية في المطقة هي الفلاحة، صيد وتربية الأسماك، النقل البحري والبري، والتحريج. يشغل قطاع البناء 19% من اليد العاملة متفوقا بذلك على قطاع الفلاحة، أما منطقة ستوكسوند فتعرف بصيد الأسماك.

## روابط خارجية
- الدليل السياحي لمقاطعة سور تروندلاغ على Wikivoyage.
- إحصاءات حول بلدية أوفيورد على موقع الإحصاءات النرويجي.
- التنوع البيولوجي في أوفيورد.